# New Zealand Exchange

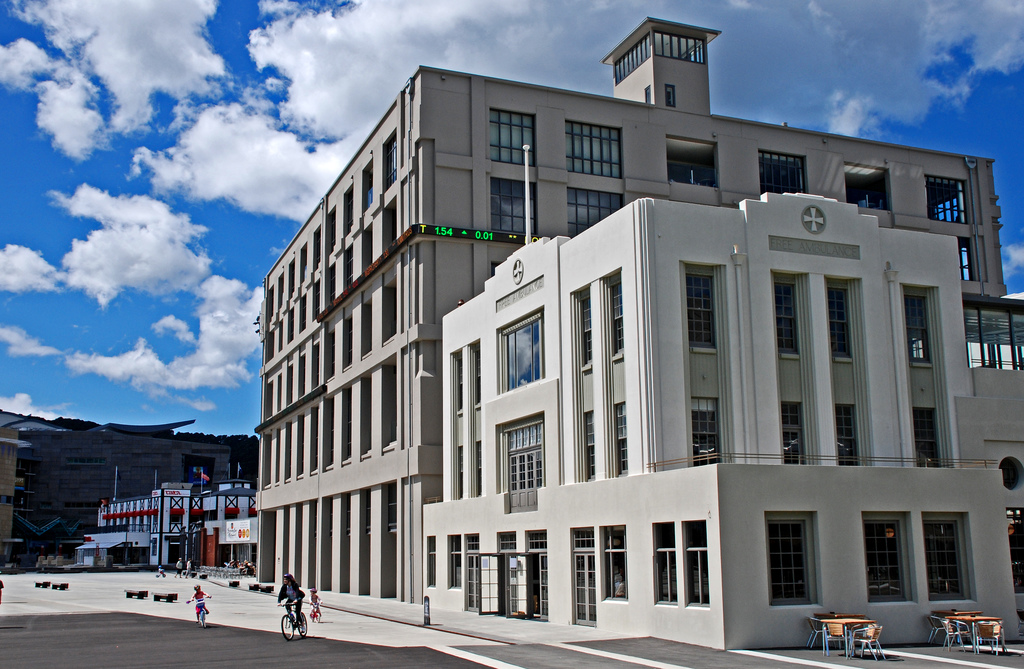
Giełda Papierów Wartościowych w Wellington

New Zealand Exchange (w skrócie NZX) – giełda papierów wartościowych w Wellington w Nowej Zelandii.
W obecnej formie istnieje od 1975, kiedy powstałe w czasie gorączki złota giełdy regionalne (między innymi w Auckland i Dunedin) połączyły się tworząc New Zealand Stock Exchange.
W latach 2002–2003 New Zealand Stock Exchange została przekształcona w spółkę akcyjną i zmieniła nazwę na New Zealand Exchange Limited.
NZX prowadzi obecnie 3 rynki:
- New Zealand Stock Market (NZSX) – najważniejszy rynek prowadzony przez NZX. Notowane są na nim akcje największych spółek.
- New Zealand Alternative Market (NZAX) – rynek, na którym notowane są akcje małych i średnich przedsiębiorstw.
- New Zealand Debt Market (NZDX) – rynek obligacji skarbowych i korporacyjnych.

Giełda należy do stowarzyszenia AOSEF (Asian and Oceanian Stock Exchanges Federation).